# Lüneburg-Celle

Stemma del Ducato di Brunswick-Lüneburg

Lüneburg-Celle fu una divisione dinastica del Ducato di Brunswick-Lüneburg, nel Sacro Romano Impero. Esso esistette dal 1269 al 1705. Anche se il nome era Lüneburg, dal XV secolo la sua capitale fu Celle. È conosciuto anche con il nome di Brunswick-Celle, o semplicemente Celle, per il suo seggio al Reichstag.

## Storia
Lüneburg venne creata quando il Ducato di Brunswick-Lüneburg venne diviso nel 1267, dal momento che il Duca Giovanni aveva forzato il fratello maggiore, il Duca Alberto, a concedergli un governo in comune. Gli ultimi discendenti della linea maschile derivata da Giovanni si estinsero nel 1369, e scoppiò una guerra di successione tra i duchi di Sassonia e la linea di Wolfenbüttel dei duchi di Brunswick-Lüneburg.
Lüneburg-Celle fu per breve tempo sotto il controllo dei duchi di Sassonia, ma divenne infine possedimento del Wolfenbüttel nel 1388. Nel 1582, il Duca Guglielmo di Lüneburg-Celle ereditò metà della Contea di Hoya, e nel 1585, l'intera Contea di Diepholz. Nel 1633, il Duca ereditò il Principato di Grubenhagen, e nel 1689, il Duca Giorgio Guglielmo acquistò il Ducato di Lauenburg. Dal 1648 in poi, Calenberg venne governata dai fratelli minori o dai nipoti dei duchi di Celle. Nel 1705, Celle venne ereditata da Giorgio Luigi, Duca di Calenberg. Celle e Calenberg rimasero permanentemente parte dell'Elettorato di Hannover.

## Duchi di Lüneburg

### Casa di Lüneburg
- Giovanni I 1269-1277
- Ottone I 1277-1330
  - Ottone II 1330-1352 con
  - Guglielmo I 1330-1369

### Casa di Brunswick
- Magnus I 1369-1373

### Casa degli Ascanidi
- Alberto 1373-1385
- Venceslao 1385-1388

### Casa di Lüneburg
- Bernardo I (restaurato) 1428-1434
- Ottone III lo Zoppo 1434-1446
- Federico I il Pio 1446-1457
  - Bernardo II 1457-1464 con
  - Ottone IV il Magnanimo 1457-1471
  - Federico I il Pio (restaurato) 1471-1478
- Enrico III 1478-1520
  - Ottone V 1520-1527 con
  - Ernesto I il Confessore 1520-1546 con
  - Francesco I 1520-1539
  - Francesco II Ottone 1546-1559
  - Guglielmo III il Giovane 1559-1592 con
  - Enrico IV 1559-1569

- Ernesto II 1592-1611
- Cristiano I 1611-1633
- Augusto il Vecchio 1633-1636
- Federico II 1636-1648
- Cristiano II Luigi, 1648-1665
- Giovanni II Federico 1665
- Giorgio Guglielmo 1665-1705)

Dal 1705 Celle e Calenberg vennero unite nello stato di Hannover sotto il controllo di Giorgio Luigi, nipote di Giorgio Guglielmo.